# كيونغ سوك شين
كيونغ سوك شين  (مواليد 12 يناير 1963) كاتبة وأحد أشهر الروائيين في كوريا الجنوبية ; وهي أول امرأة كورية تفوز بجائزة مان الآسيوية الأدبية في 2012 عن روايتها  أرجوك اعتني بأمي 
كما تم تكريمها بالعديد من الجوائز التقديرية في بلدها وفي بلدان أخرى .